# Landgericht Zwickau

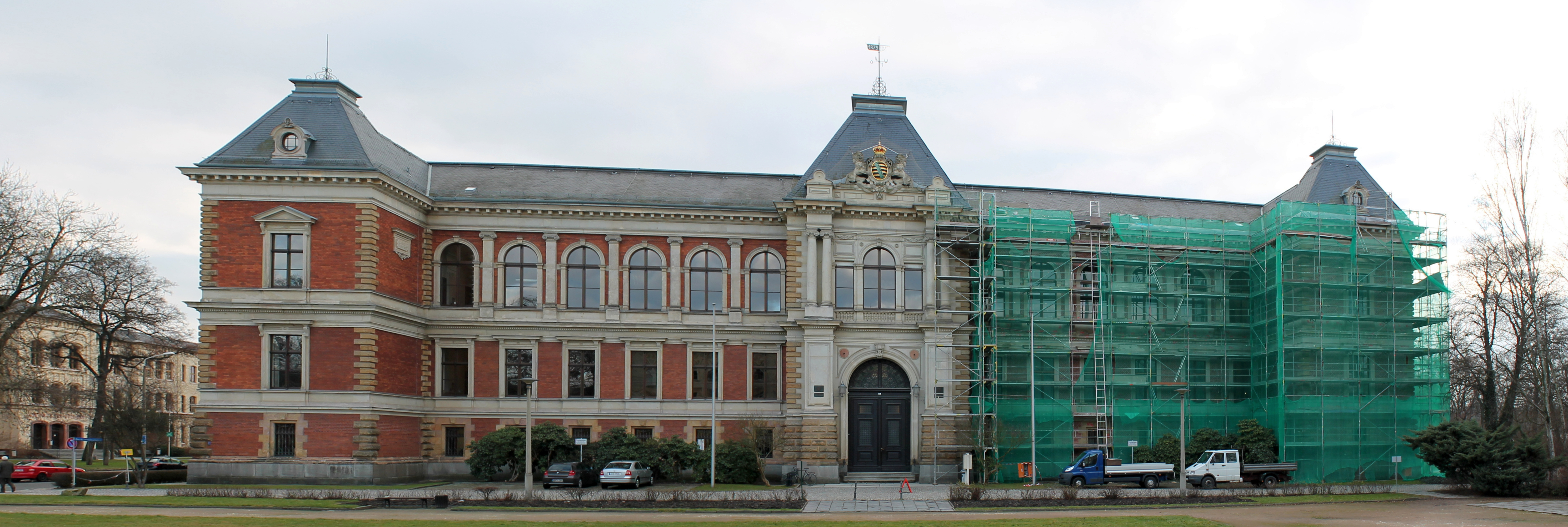
Das Land- und Amtsgerichtsgebäude in Zwickau (2013)

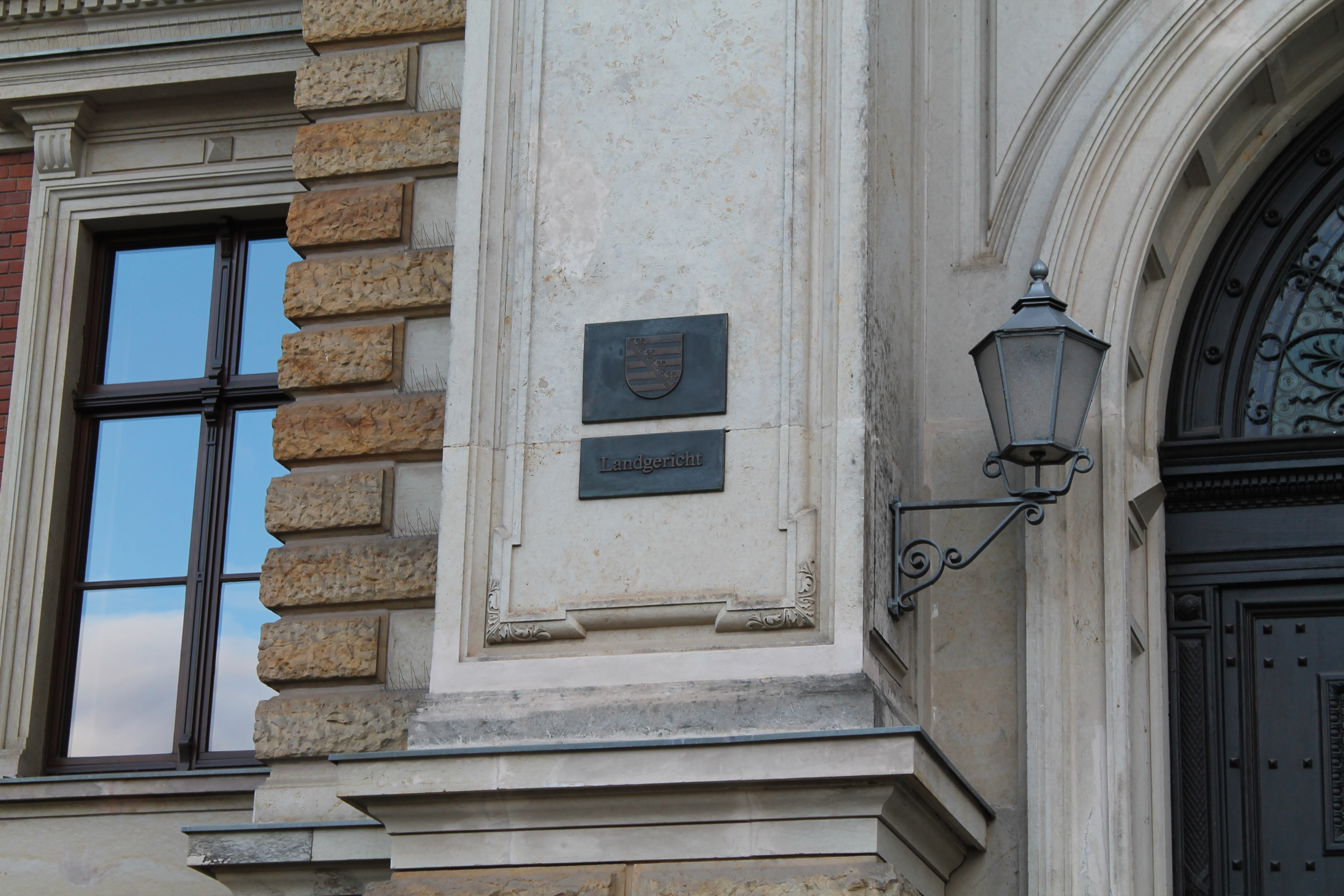
Das Land- und Amtsgerichtsgebäude in Zwickau

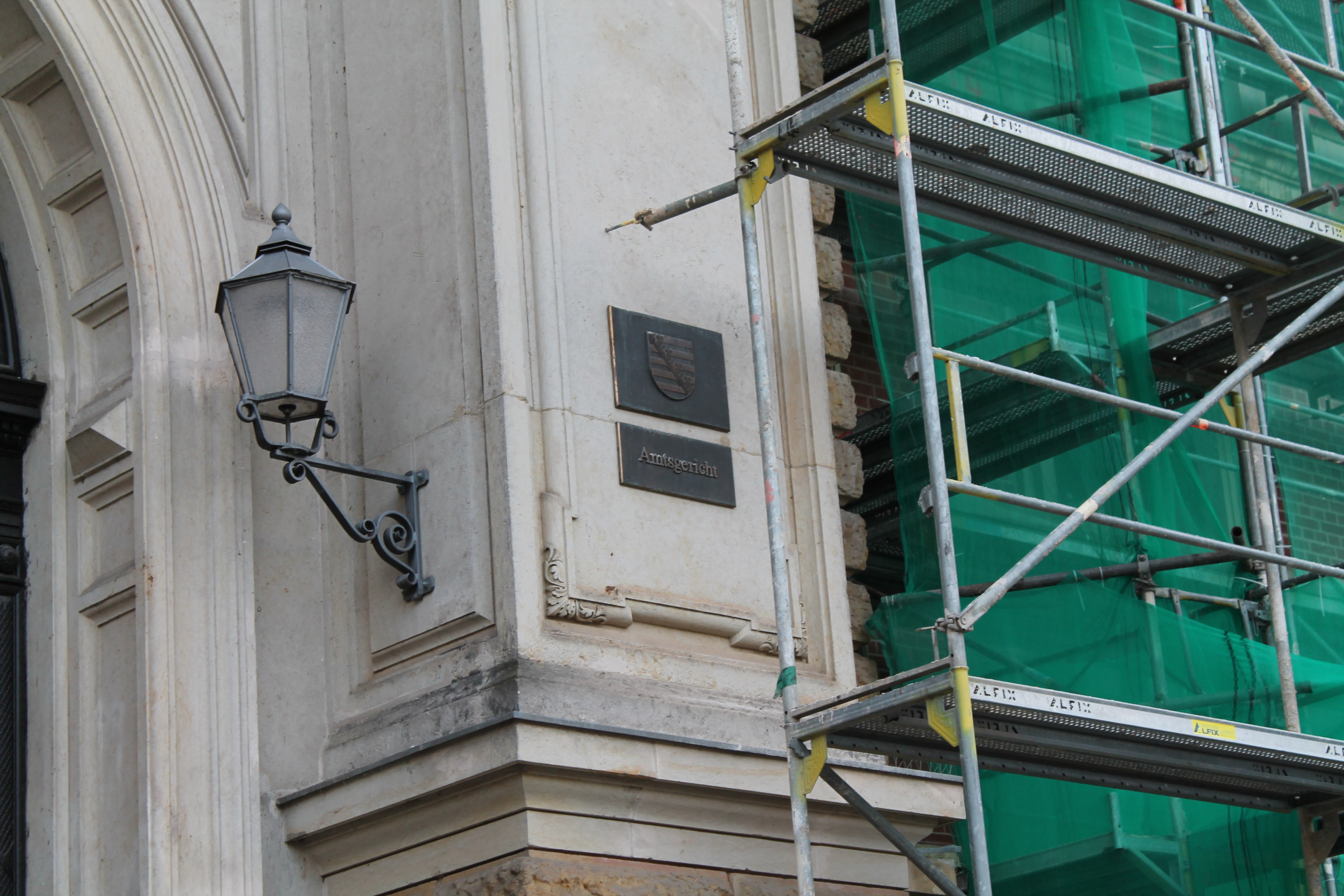
Das Land- und Amtsgerichtsgebäude in Zwickau

Das Landgericht Zwickau ist ein Gericht der ordentlichen Gerichtsbarkeit im Bezirk des Oberlandesgerichtes Dresden. Das Landgericht (LG) hat seinen Sitz am Platz der Deutschen Einheit in Zwickau, Sachsen. Ihm ist das Oberlandesgericht Dresden, diesem der Bundesgerichtshof in Karlsruhe übergeordnet. 

## Institutionen
Die Staatsanwaltschaft Zwickau hat ihren Sitz im Gebäude des Landgerichtes. Das Amt des leitenden Oberstaatsanwaltes hatte vom 20. August 2012 bis zum 30. Juni 2016 Oberstaatsanwalt Klaus Rövekamp inne. Nach Angaben des Justizministeriums gehören dem Landgericht und der Staatsanwaltschaft Zwickau zusammen etwa 200 Mitarbeiter an. Zum Bezirk des Landgerichtes gehören die Amtsgerichte Auerbach, Hohenstein-Ernstthal, Plauen und Zwickau. Letzteres hat seinen Sitz im selben Gebäude.

## Geschichte
Mit dem Gesetz, die höheren Justizbehörden und den Instanzenzug in Justizsachen betreffend vom 28. Januar 1835 wurden die sächsischen Ober- und Mittelgerichte neu organisiert. An der Spitze des Instanzenzugs stand nun das neu gebildete Königliche Oberappellationsgericht Dresden. Darunter waren mehrere Appellationsgerichte, darunter das Appellationsgericht Zwickau, angesiedelt. Deren Sprengel beschrieb die Ausführungsverordnung vom 28. März 1835. Mit dem Inkrafttreten des deutschen Gerichtsverfassungsgesetzes wurde die reichsweit einheitliche Gerichtsstruktur umgesetzt. Das Oberappellationsgericht Dresden wurde in das Oberlandesgericht Dresden mit Sitz in Dresden umgewandelt. Es war für das ganze Königreich Sachsen zuständig. Die Appellationsgerichte wurden aufgelöst. Stattdessen wurden sieben Landgerichte, darunter das Landgericht Zwickau, geschaffen. Diesem waren folgende 16 Amtsgerichte zugeordnet: Amtsgericht Crimmitschau, Amtsgericht Eibenstock, Amtsgericht Glauchau, Amtsgericht Hartenstein, Amtsgericht Hohenstein-Ernstthal, Amtsgericht Johanngeorgenstadt, Amtsgericht Lichtenstein, Amtsgericht Lößnitz, Amtsgericht Kirchberg, Amtsgericht Meerane, Amtsgericht Schneeberg, Amtsgericht Schwarzenberg, Amtsgericht Waldenburg in Sachsen, Amtsgericht Werdau, Amtsgericht Wildenfels und Amtsgericht Zwickau. Nach dem Zweiten Weltkrieg arbeitete das Landgericht Zwickau im Gegensatz zu den meisten Behörden als Organisation wenig verändert weiter. Im Laufe des Krieges waren jedoch einige Amtsgerichte aufgehoben oder in Zweigstellen umgewandelt worden. Damit bestanden im Gerichtsbezirk zum 1. Juli 1947 folgende Amtsgerichte: Aue, Crimmitschau, Eibenstock (Z), Glauchau, Hohenstein-Ernstthal, Johanngeorgenstadt (G), Kirchberg (Sachs.) (Z), Lichtenstein, Meerane, Schneeberg, Schwarzenberg, Waldenburg (Sachs.) (Z), Werdau, Zwickau (Sachs.). (Z = Zweigstelle, G = auf Gerichtstage begrenzt).
Im Jahr 1952 wurden die Landgerichte im Gebiet der DDR aufgehoben und die Gerichtsbarkeit durch die Errichtung von Kreis- und Bezirksgerichten neu organisiert. Das Bezirksgericht Chemnitz bestand bis 1992. Am 1. Januar 1993 wurde das Landgericht Zwickau wieder eingerichtet.

## Richter
Im Jahre 1936 wurde Rudolf Beyer Präsident des Landgerichtes. Derzeitige Präsidentin des Landgerichtes ist Regina Tolksdorf (Stand 2024). Zuvor war Dirk Eberhard Kirst (geb. 1960) Präsident des Landgerichts Zwickau. Sein Vorgänger war Rainer Huber, Oberstaatsanwalt und von 2008 bis 2010 Leiter der Staatsanwaltschaft Zwickau. Dieser folgte am 1. August 2012 Norbert Radmacher nach, der in den Ruhestand gewechselt war.